# 京浜島つばさ公園
京浜島つばさ公園（けいひんじまつばさこうえん）は、東京都大田区京浜島二丁目にある都立の海上公園（ふ頭公園）である。東京都港湾局所管。

## 概要
京浜島の南東端、羽田空港B滑走路に面した海岸沿いに作られた細長い公園で、羽田空港を離着陸する飛行機がよく見える公園として知られ、テレビドラマの撮影でも使用されることがある。
そのため、家族連れや航空ファンが訪れ、スポッティングや撮影が行われる。
南端で京浜島緑道公園に接続する。
また、当公園ではバーベキューが可能な芝生の広場もある。

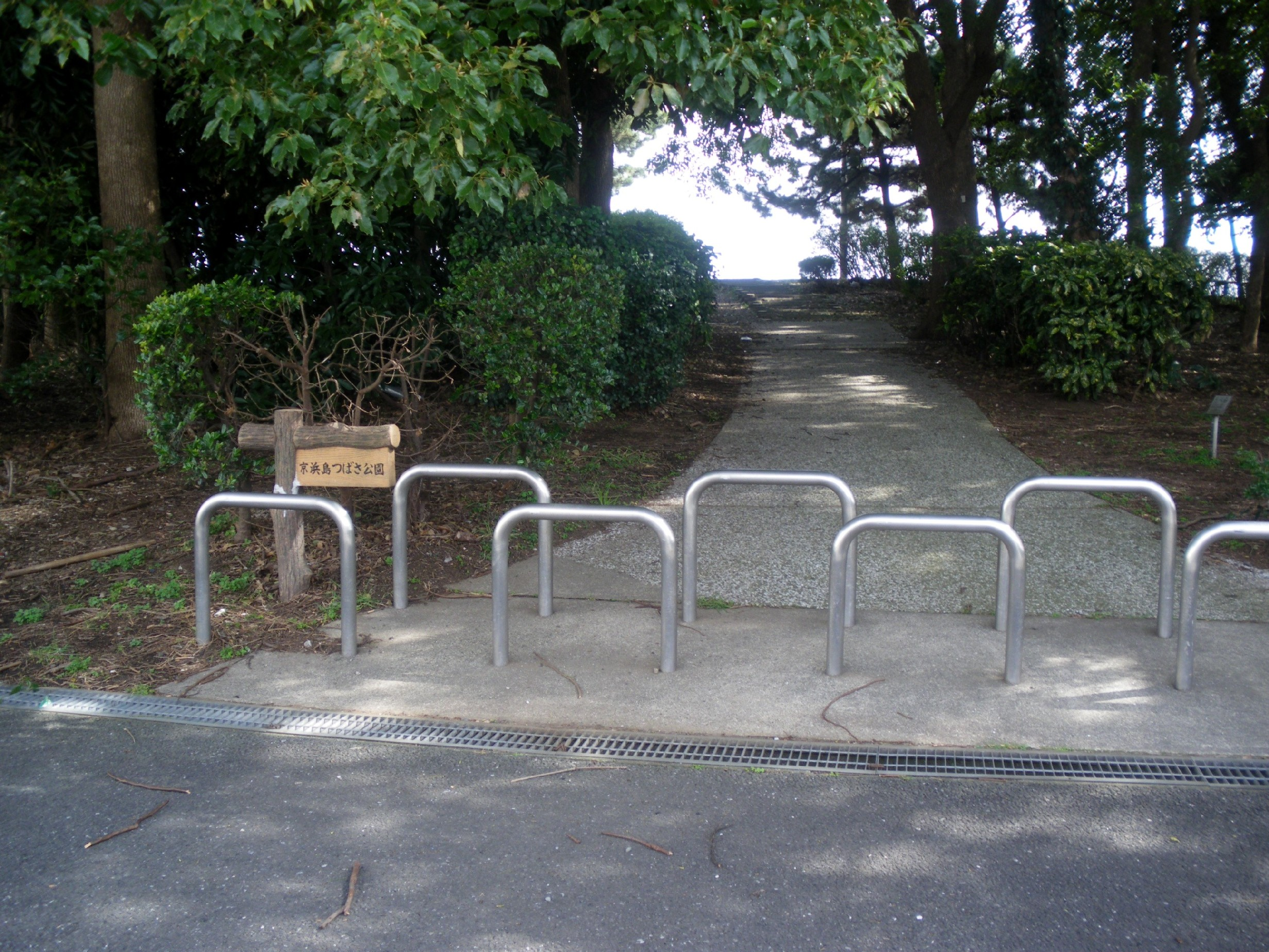
京浜島つばさ公園入口
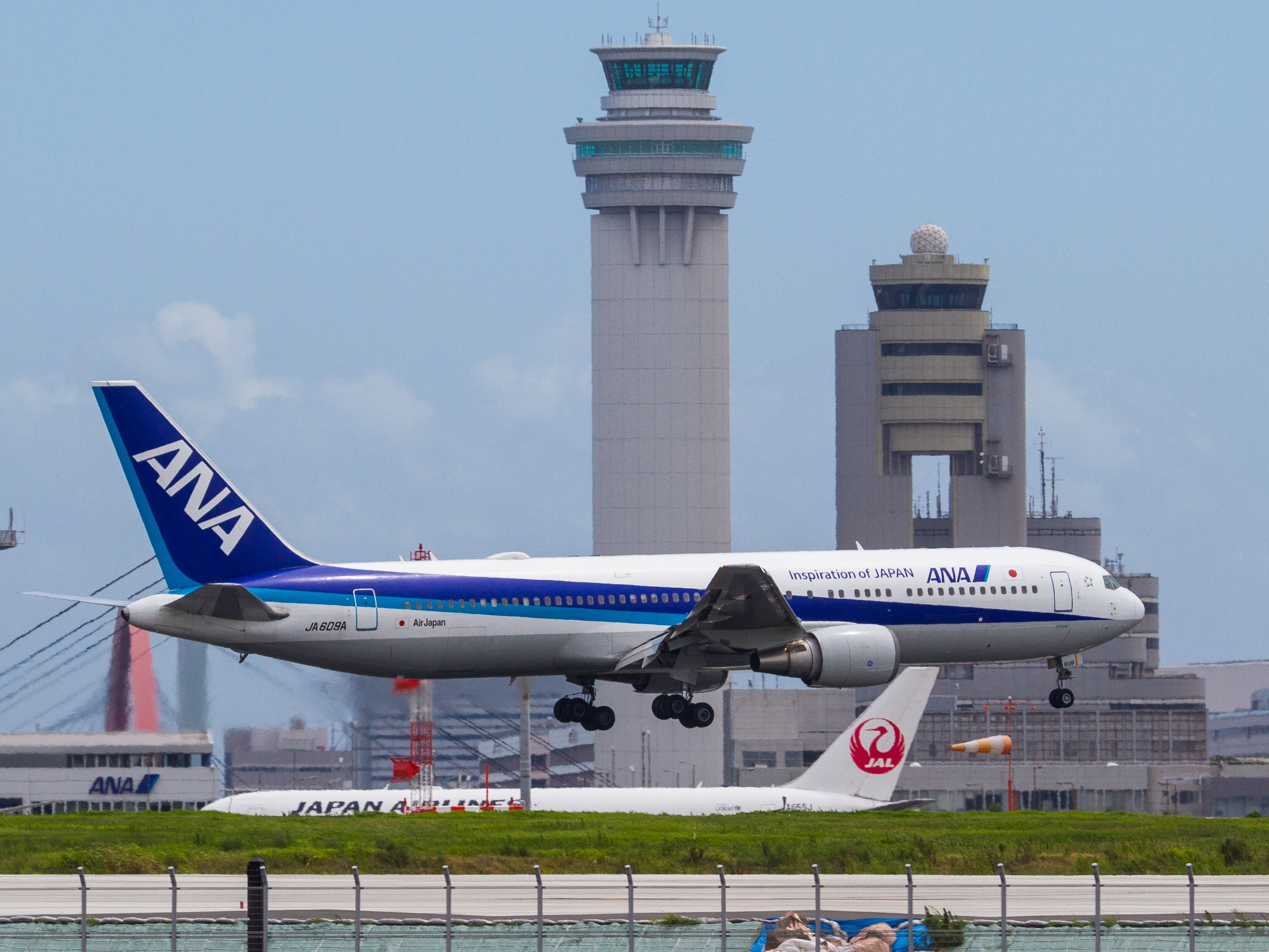
羽田空港に着陸する飛行機を京浜島つばさ公園から撮影

## 主な施設
- 芝生広場（バーベキューも可能な広場）
- 便所（つばさ展望トイレ、つばさ広場トイレ）
- 展望台

## アクセス
- 大森駅・平和島駅より京浜急行バス利用。京浜島海上公園下車　すぐ（ただし平日の日中は本数が少なく、最終バスも早いので要事前確認）。
- 東京モノレール羽田空港線昭和島駅から徒歩30分。
- 公園利用者用に駐車場あり（18台、有料）。
- 料金など：入園料は無料。バーベキューによる公園の利用も無料。

## 作品
ドラマ
- スチュワーデス物語 (1983年) - TBS系列のテレビドラマ。1話、8話のロケ地。
- 勝手に!カミタマン (1985年) - フジテレビ系の特撮テレビ番組。オープニングのロケ地。飛行機の見えるシーン。
- 仮面ライダー剣 (2004年) - テレビ朝日系の特撮テレビドラマ。12話のロケ地。飛行機の見える公園のシーン。
- 仮面ライダーオーズ (2010年) - テレビ朝日系の特撮テレビドラマ。38話のロケ地。水辺のシーン。